# Shinkansen Seria 100

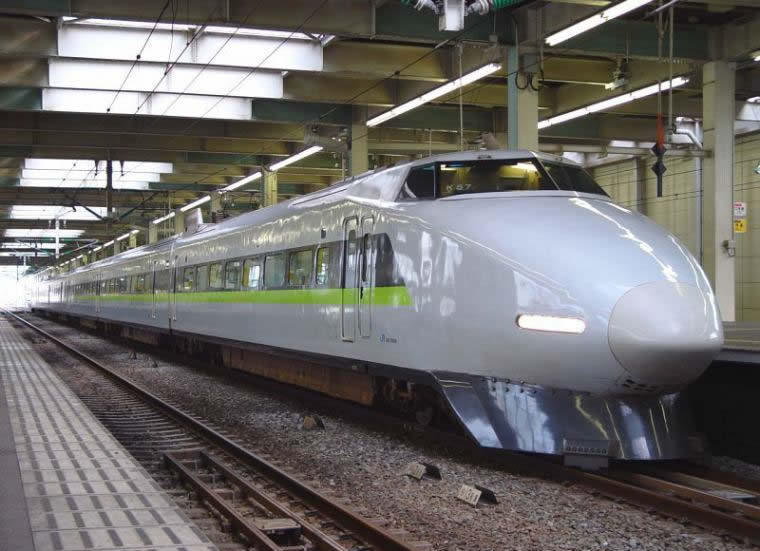
Shinkansen Seria 100

Shinkansen Seria 100 sunt a doua generație de garnituri de tren care rulează pe rețeaua de mare viteză japoneză Shinkansen. Trenul atinge viteze de 220 km/h.